# Mrtvola v lázni
Mrtvola v lázni (2001, A Body in the Bath House) je historický detektivní román anglické spisovatelky Lindsey Davisové. Jde o třináctý díl dvacetidílné knižní série, odehrávající se v antickém Římě za vlády císaře Vespasiana. Jejím hlavním hrdinou je soukromý informátor (vlastně soukromý detektiv) Marcus Didius Falco, který je také vypravěčem románu.

## Obsah románu
Román se odehrává v letech 74-75. Falco si se svou ženou Helenou, se kterou má další dceru, upravují svůj nový domov. Jednoho dne zjistí, že liknaví stavbaři jejich domácí lázně, Gloccus a Cotta, zmizeli. Z nedokončené lázně vychází strašlivý puch, který je zaviněn mrtvolu, kterou Falco nachází pohřbenou pod podlahou.
Císař Vespasianus se rozhodne vyslat Falcona jako auditora do Británie s úkolem zjistit, jak pokračuje výstavba nového paláce (dnes známého pod názvem Palác ve Fishbourne), který chce císař věnovat tamějšímu králi a spojenci Říma Togidubnovi. Stavba totiž stojí nečekaně velké množství peněz. Falconovi se do úkolu příliš nechce, ale nakonec jej přijme, protože do Británie vedou i stopy stavbařů Glocca a Cotty. Kromě toho se jeho spory s císařským špehem Anacritem prohlubují, takže uvítá možnost odjet z Říma.
Falco odjede do Británie s Helenou i se svými dětmi a později za ním přijede i jeho přítel Petronius, velitel vigilů (vlastně římské policie). Na místě zjistí, že stavba paláce vázne. Panuje zde chaos a korupce a na stavbě se přiživuje celá řada místních gangů. Vyšetřování krádeží se brzy změní ve vyšetřování vražd. Postupně začne umírat stále více lidí ze stále významnějších míst a nakonec hrozí smrt i Falconovi a jeho blízkým.

## Česká vydání
- Óda na bankéře (Praha: BB/art 2009), přeložila Alena Jindrová-Špilarová.
- Óda na bankéře (Praha: BB/art 2012), přeložila Alena Jindrová-Špilarová.